# Coupe de Belgique masculine de handball 1995-1996
Navigation
Édition précédente Édition suivante
La Coupe de Belgique masculine de handball de 1995-1996 est la 32e édition de cette compétition organisée par l'Union royale belge de handball (URBH).

## Phase finale

### Huitièmes de finale
- : Tenant du titre

| Club                 | Résultat | Club                | Lieu              |
| -------------------- | -------- | ------------------- | ----------------- |
| Sporting Neerpelt    | 37-27    | HC DB Gent          | Neerpelt          |
| CSV Ransart          | 18-44    | Initia HC Hasselt   | Charleroi         |
| KV Sasja HC Hoboken  | 17-21    | HC Herstal-Liège    | Anvers            |
| JS Athénée Montegnée | 51-14    | HC Chappelle        | Saint-Nicolas     |
| HC Kiewit            | 15-32    | Union beynoise      | Hasselt           |
| KTSV Eupen 1889      | 31-15    | Kreasa HB Houthalen | Eupen             |
| HC Buggenhout        | 14-23    | Olse Merksem HC     | Buggenhout        |
| ASEK 72              | 27-23    | JS Herstal          | Evere ou Kraainem |

### Quarts de finale
- : Tenant du titre

| Club              | Résultat | Club                 | Lieu     |
| ----------------- | -------- | -------------------- | -------- |
| Initia HC Hasselt | 29-19    | ASEK 72              | Hasselt  |
| Sporting Neerpelt | 22-23    | Union beynoise       | Neerpelt |
| KTSV Eupen 1889   | 28-21    | JS Athénée Montegnée | Eupen    |
| Olse Merksem HC   | 20-21    | HC Herstal           | Merksem  |

### Demi-finales
- : Tenant du titre

| Club              | Résultat | Club             | Lieu    |
| ----------------- | -------- | ---------------- | ------- |
| Initia HC Hasselt | 22-23    | HC Herstal-Liège | Hasselt |
| KTSV Eupen 1889   | 22-17    | Union beynoise   | Eupen   |

### Finale
,,.
| 15 mars 1996 21h00 | HC Herstal-Liège | 28-22  | KTSV Eupen 1889 | Charleroi, La Garenne |
| 15 mars 1996 21h00 | Deltombe 7       | (10-9) | Dubuc 8         | Charleroi, La Garenne |

## Vainqueur
| Coupe de Belgique de handball 1995-1996 HC Herstal-Liège 2e |